# Europawahl in Österreich 2009
- SPÖ: 4
- GRÜNE: 2
- MARTIN: 3
- ÖVP: 6
- FPÖ: 2

Sitzverteilung nach Fraktionen
- SPÖ: 5
- GRÜNE: 2
- MARTIN: 3
- BZÖ: 1
- ÖVP: 6
- FPÖ: 2

Sitzverteilung nach Fraktionen
Die Europawahl in Österreich 2009 fand am 7. Juni 2009 statt. Sie wurde im Zuge der EU-weit stattfindenden Europawahl 2009 durchgeführt, wobei in Österreich 17 statt der bisherigen 18 von insgesamt 736 Sitzen im Europäischen Parlament vergeben wurden. Neben den fünf bereits im Europaparlament vertretenen Parteien Sozialdemokratische Partei Österreichs (SPÖ), Österreichische Volkspartei (ÖVP), Freiheitliche Partei Österreichs (FPÖ), Die Grünen – Die Grüne Alternative (GRÜNE) und Liste Dr. Martin (MARTIN) traten bei der Wahl auch das im österreichischen Nationalrat vertretene Bündnis Zukunft Österreich (BZÖ) sowie die Kommunistische Partei Österreichs (KPÖ) und die Jungen Liberalen (JuLis) an. Die europakritische Partei Libertas konnte die für eine Kandidatur nötigen 2.600 Unterschriften nicht erbringen. Das Liberale Forum, das in der vorangegangenen Legislaturperiode eine Europaabgeordnete stellte, trat wegen mangelnder Unterstützungserklärungen nicht zur Wahl an. Die Öffnungszeiten der Wahllokale waren örtlich unterschiedlich geregelt, Wahlschluss war am 7. Juni 2009 um 17 Uhr. Es bestand auch die Möglichkeit der Briefwahl.

## Ergebnisse

### Endergebnis
| Partei                      | Partei                      | Stimmen   | +/-      | Prozent | +/-    | Mandate 2009 | +/- | Mandate 2011 |
| --------------------------- | --------------------------- | --------- | -------- | ------- | ------ | ------------ | --- | ------------ |
|                             | ÖVP                         | 858.921   | +41.205  | 30,0 %  | -2,7 % | 6            | ±0  | 6            |
|                             | SPÖ                         | 680.041   | -153.476 | 23,7 %  | -9,6 % | 4            | -3  | 5            |
|                             | MARTIN                      | 506.092   | +156.396 | 17,7 %  | +3,7 % | 3            | +1  | 3            |
|                             | FPÖ                         | 364.207   | +206.485 | 12,7 %  | +6,4 % | 2            | +1  | 2            |
|                             | GRÜNE                       | 284.505   | -37.924  | 9,9 %   | -3,0 % | 2            | ±0  | 2            |
|                             | BZÖ                         | 131.261   | +131.261 | 4,6 %   | +4,6 % | 0            | ±0  | 1            |
|                             | JuLis                       | 20.668    | +20.668  | 0,7 %   | +0,7 % | 0            | ±0  | 0            |
|                             | KPÖ                         | 18.926    | -604     | 0,7 %   | -0,1 % | 0            | ±0  | 0            |
| Gültige Stimmen             | Gültige Stimmen             | 2.864.621 | +364.011 | 97,9 %  | +0,5 % | 17           | -1  | 19           |
| Ungültige/leere Stimmzettel | Ungültige/leere Stimmzettel | 60.511    | -5.518   | 2,1 %   | -0,5 % |              |     |              |
| Gesamt                      | Gesamt                      | 2.925.132 | +358.493 | 100,0 % |        |              |     |              |

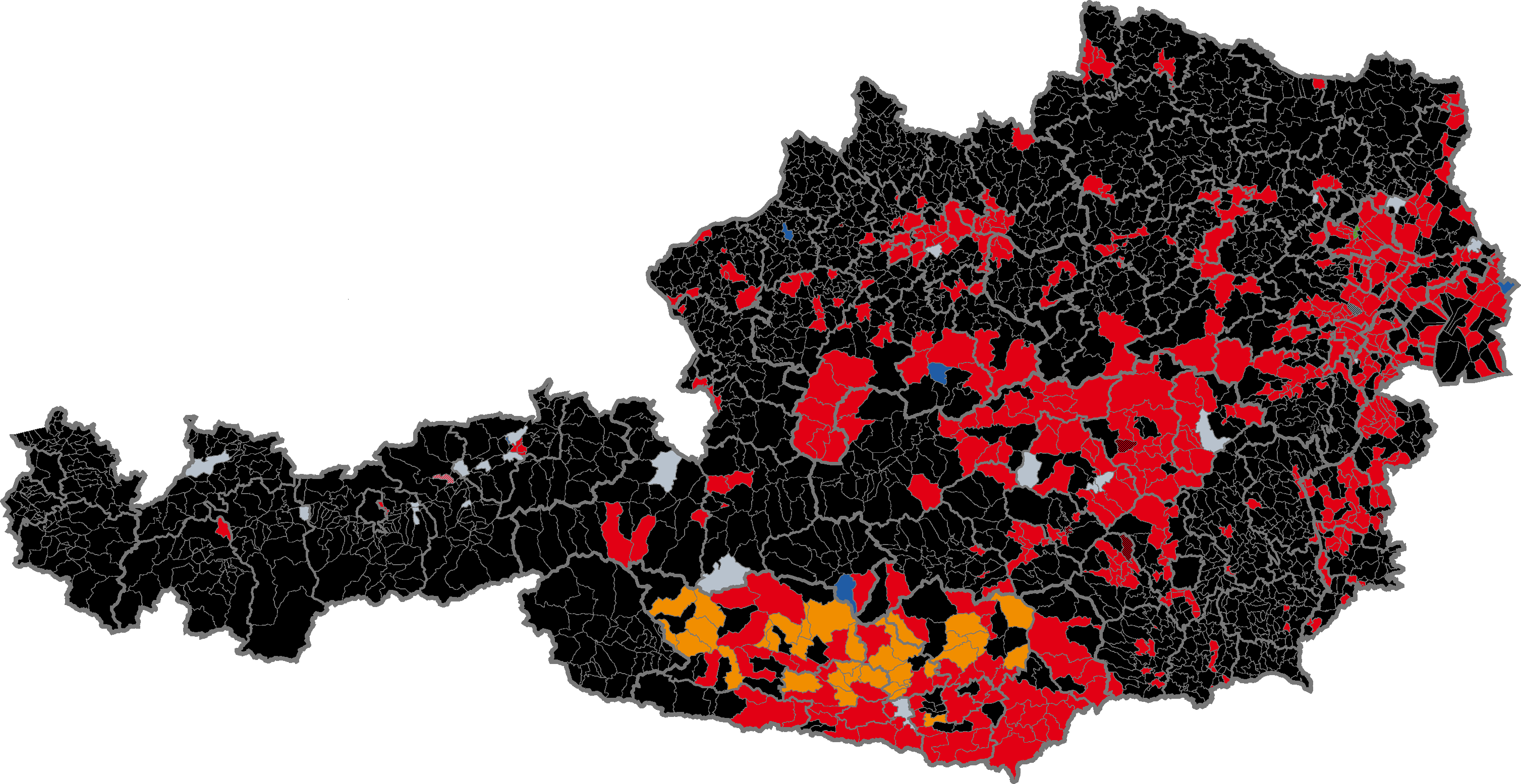
Gemeindekarte, eingefärbt in den Farben der stimmenstärksten Partei

Die Wahlbeteiligung stieg im Vergleich zur letzten Europawahl um 3,6 Prozentpunkte auf 46,0 %.
Mit der Auszählung der Wahlkarten ergab sich noch eine Verschiebung von einem Mandat der SPÖ zu Gunsten der Grünen.
Das endgültige offizielle Endergebnis wurde nach der Sitzung der Bundeswahlbehörde am 24. Juni bekannt gegeben.

## Voraussetzungen

### Ausgangslage
Bei der Europawahl 2004 war die SPÖ nach 1999 erneut als stimmenstärkste Partei hervorgegangen. Sie hatte gegenüber 1999 1,62 % zulegen können und hatte 33,33 % sowie 7 Mandate erzielt. Die ÖVP konnte ihren Stimmanteil um 2,03 % steigern und erreichte mit 32,70 % erneut den zweiten Platz. Trotz ihrer Gewinne verlor die ÖVP auf Grund der für Österreich gesunkenen Gesamtmandatszahl ein Mandat und stellte in der kommenden Legislaturperiode 6 Mandate. Den dritten Platz belegte die „Liste Dr. Hans-Peter Martin – für echte Kontrolle in Brüssel“, die 2004 zum ersten Mal angetreten war. Hans-Peter Martin, ehemals Abgeordneter der SPÖ, hatte sich mit der Parteileitung überworfen und konnte 2004 insbesondere Stimmen von der geschwächten FPÖ abschöpfen. Er erreicht 13,98 % der Stimmen und zwei Mandate. Allerdings trat eine der beiden Abgeordneten, Karin Resetarits, später in das Liberale Forum über. Bei der Europawahl 2009 unterstützt sie allerdings nicht ihre eigene Partei, sondern die JuLis, und ermöglichte so deren Kandidatur. Die Grünen erreichten bei der Europawahl 2004 wie schon 1999 den vierten Platz und konnten mit einem Gewinn von 3,6 % ihren Stimmanteil auf 12,89 % erhöhen. Der Mandatsstand blieb mit 2 Sitzen im Europaparlament konstant. Die FPÖ verlor gegenüber der Europawahl 1999 17,09 % und konnte mit 6,31 % Stimmenanteil nur noch eines der ehemals fünf Mandate halten.

### Wahlrecht
Bei der Europawahl 2009 sind in Österreich all jene Personen wahlberechtigt, die über die österreichische Staatsbürgerschaft und einen Wohnsitz in Österreich verfügen. Zudem müssen Wahlberechtigte spätestens am Wahltag das 16. Lebensjahr vollenden und am Stichtag, dem 31. Mai 2009, in die Wählerevidenz/Europa-Wählerevidenz einer österreichischen Gemeinde eingetragen sein. Des Weiteren sind bei der Europawahl auch Auslandsösterreicher ohne Wohnsitz in Österreich sowie nicht österreichische Unionsbürger mit Hauptwohnsitz in Österreich stimmberechtigt, soweit sie in die Europa-Wählerevidenz aufgenommen wurden und das 16. Lebensjahr am Wahltag vollenden. Das passive Wahlrecht haben bei der Europawahl all jene Personen, die selbst wahlberechtigt sind und am Wahltag das 18. Lebensjahr vollenden.
Laut Bundeswahlbehörde sind bei der Europawahl 6.362.526 Personen wahlberechtigt, 313.397 bzw. 5,2 % mehr als bei der Europawahl 2004, bei der 16- und 17-Jährige noch nicht wählen durften.
- 3.314.671 Frauen (52,1 %, +136.221 vgl. mit 2004)
- 3.047.855 Männer (47,9 %, +177.176 vgl. mit 2004)

Die Zahl der Wahlberechtigten umfasst auch 39.832 Auslandsösterreicher(innen) und 30.414 EU-Bürger(innen) mit Hauptwohnsitz in Österreich.

### Spitzenkandidaten der Parteien
- SPÖ: Hannes Swoboda
- ÖVP: Ernst Strasser
- MARTIN: Hans-Peter Martin
- GRÜNE: Ulrike Lunacek
- FPÖ: Andreas Mölzer
- KPÖ: Günther Hopfgartner
- JuLis: Hannes Müllner
- BZÖ: Ewald Stadler

### Wahlkampf
Am 18. Jänner 2009 wurde beim Bundeskongress der Grünen in Klagenfurt Ulrike Lunacek mit 54,7 Prozent der 240 Delegierten zur Spitzenkandidatin für die EU-Wahl gewählt. Der langjährige Listenführer Johannes Voggenhuber erreichte nur 45,3 Prozent. Er verzichtete zunächst auf eine Kandidatur auf dem zweiten Listenplatz. Als er schließlich anbot, auf dem letzten, 16. Listenplatz, in Wien zu kandidieren lehnte der Bundesvorstand der Grünen am 30. Jänner 2009 seine Kandidatur ab. Ihm wurde vorgeworfen, durch einen Vorzugsstimmenwahlkampf doch noch ins Europäische Parlament einziehen zu wollen.
Auch die ÖVP präsentierte mit dem früheren Innenminister Ernst Strasser einen anderen Spitzenkandidaten als den bisherigen Delegationsleiter Othmar Karas. Karas war am 2. Februar 2006 zum Nachfolger der früheren Delegationsführerin der ÖVP im Europäischen Parlament, Ursula Stenzel, gewählt worden. Karas führte daraufhin einen Vorzugsstimmenwahlkampf mit eigenen Wahlplakaten, einer eigenen Website und E-Mail-Aktionen. Ein Personenkomitee „Karas für Europa“ mit dem Sprecher Peter Marboe unterstützte die Kampagne.
Das 2005 gegründete BZÖ trat zum ersten Mal bei einer Europawahl an. Es hatte seinen Spitzenkandidaten Ewald Stadler auf Plakaten als „unser Volksanwalt für Europa“ präsentiert. Die österreichische Volksanwaltschaft erreichte am 29. Mai 2009 eine einstweilige Verfügung, nach der sich Stadler nicht mehr Volksanwalt nennen durfte. Die bereits affichierten Plakate mussten nach diesem Urteil jedoch nicht entfernt werden. Ewald Stadler war von 2001 bis 2006 Volksanwalt für die FPÖ gewesen, trat aber bei der Nationalratswahl in Österreich 2008 für das BZÖ an.
Die Liste Dr. Hans Peter Martin ist die einzige Gruppierung im Europäischen Parlament, die keine Parteiorganisation auf nationaler Basis für den Wahlkampf zur Verfügung hatte. Hans Peter Martin, langjähriger Journalist, bekam mediale Unterstützung durch die Kronen-Zeitung. Der Vorabdruck seines Buches Die Europafalle und eine von ihm verfasste Kolumne führten zu täglicher Präsenz Martins in Österreichs meistgelesener Tageszeitung.

## Gewählte Mandatare
Folgende Abgeordnete wurden ins Europäische Parlament gewählt:
| ÖVP                                                                                    | SPÖ                                                             | MARTIN                                                  | FPÖ                           | Grüne                               |
| -------------------------------------------------------------------------------------- | --------------------------------------------------------------- | ------------------------------------------------------- | ----------------------------- | ----------------------------------- |
| Ernst Strasser Othmar Karas Hella Ranner Richard Seeber Paul Rübig Elisabeth Köstinger | Johannes Swoboda Evelyn Regner Jörg Leichtfried Karin Kadenbach | Hans-Peter Martin Martin Ehrenhauser Angelika Werthmann | Andreas Mölzer Franz Obermayr | Ulrike Lunacek Evelin Lichtenberger |

Zwei Abgeordnete traten infolge der Erweiterung des Europäischen Parlaments im Dezember 2011 ihr Mandat an:
| ÖVP | SPÖ                | MARTIN | FPÖ | Grüne | BZÖ           |
| --- | ------------------ | ------ | --- | ----- | ------------- |
| –   | Josef Weidenholzer | –      | –   | –     | Ewald Stadler |

## Wahlfolgen
Bei den Vorzugsstimmen erreichte Othmar Karas mit knapp 113.000 Stimmen die größte Anzahl, die jemals ein Nichtlistenerster Kandidat erreichte.